# Javi López Aguilera
Francisco Javier López Aguilera (Barcelona, España, 24 de agosto de 1973), conocido como Javi López, es un exfutbolista español que intentaba desempeñarse como defensa.

## Carrera futbolística
Nacido el 24 de agosto de 1973 en Barcelona, empezó despuntando en las categorías inferiores de Real Madrid, aunque nunca consiguió hacer su debut con el primer equipo.
En la temporada 1995-1996 el C. D. Leganés decide hacerse con sus servicios. En este club despunta como gran lateral jugando 36 partidos y anotando 6 goles. Al final de temporada es traspasado al Racing de Santander.
En el equipo cántabro juega durante dos temporadas acumulando 66 partidos y anotando 3 goles por lo que en 1998 se incorpora al Deportivo de La Coruña.
En el equipo blanquiazul solo disputó un partido. El entrenador de ese año, Javier Irureta, jamás contó con el jugador, que habitualmente era relegado a la grada. Al final de temporada y sin posibilidad de jugar en la siguiente, fue cedido al C.D. Tenerife para disputar la temporada 1999-2000 en Segunda División.
Con los tinerfeños jugó a buen nivel y jugó 23 partidos sin anotar ningún gol. El C.D. Tenerife ejerció la opción de compra y en ese momento, la mala suerte se cebó con el jugador ya que entre el 2000 y el 2004 las lesiones se cebarían con el y solo pudo jugar 4 partidos. Finalmente se retiró con 31 años para formar una familia y quedándose a vivir en Santander, teniendo de hijos a Nicolás López, portero del División de Honor Juvenil del Real Racing Club y Nira López, jugadora de Hockey

## Clubes
| Club                          | País   | Año                   |
| ----------------------------- | ------ | --------------------- |
| Real Madrid "B"               | España | 1992-1993, 1994 -1995 |
| Real Madrid "C"               | España | 1993 - 1994           |
| C. D. Leganés                 | España | 1995-1996             |
| Real Racing Club de Santander | España | 1996-1998             |
| R. C. Deportivo de La Coruña  | España | 1998                  |
| C. D. Tenerife                | España | 1999-2004             |